# Thí nghiệm trên người của Đức Quốc xã
Thí nghiệm trên người của Đức Quốc xã là một loạt các thí nghiệm y tế trên một số lượng lớn tù nhân, bao gồm cả trẻ em, do Đức Quốc xã thực hiện trong các trại tập trung vào đầu những năm 1940, trong Thế chiến II và Holocaust. Các nhóm dân số mục tiêu chính bao gồm người Digan, Sinti, Ba Lan, tù binh Liên Xô, người Đức khuyết tật và người Do Thái từ khắp châu Âu.
Các bác sĩ Đức Quốc xã và các trợ lý của họ đã buộc các tù nhân tham gia vào các thí nghiệm; họ không tự nguyện và không có sự đồng ý nào cho các thủ tục. Thông thường, các thí nghiệm dẫn đến cái chết, chấn thương, biến dạng hoặc khuyết tật vĩnh viễn, và như vậy được coi là ví dụ về tra tấn y tế.
Tại Auschwitz và các trại khác, dưới sự chỉ đạo của Eduard Wirths, các tù nhân được chọn đã phải trải qua nhiều thí nghiệm nguy hiểm khác nhau được thiết kế để giúp các quân nhân Đức trong các tình huống chiến đấu, phát triển vũ khí mới, hỗ trợ phục hồi các quân nhân bị thương và để thúc đẩy hệ tư tưởng chủng tộc của Đức quốc xã. Aribert Heim đã tiến hành các thí nghiệm y tế tương tự tại Mauthausen.
Sau chiến tranh, những tội ác này đã được xét xử tại nơi được gọi là Phiên tòa của các bác sĩ và sự nổi dậy trong các vụ lạm dụng kéo dài đã dẫn đến sự phát triển của Bộ luật đạo đức y khoa. Các bác sĩ Đức Quốc xã trong Phiên tòa xét xử các bác sĩ cho rằng sự cần thiết của quân đội đã biện minh cho các thí nghiệm tra tấn của họ, và so sánh các nạn nhân của họ với thiệt hại tài sản từ các vụ đánh bom của quân Đồng minh. Nhưng lý luận bào chữa này, đều đã bị Tòa án bác bỏ, do chúng không thể áp dụng cho các thí nghiệm song sinh của Josef Mengele, được thực hiện trên trẻ em và không có liên quan đến sự cần thiết của y khoa quân đội.